# Hugo Erich Meyer von Klinggräff
Hugo Erich Meyer von Klinggräff ( 1820, Klein Watkowitz, Stuhm - 1902, Paleschken, Stuhm) fue un botánico alemán especialista de briofitas.

## Publicaciones
- 1858. Die höheren Cryptogamen Preussens (Königsberg)

- 1861. Die in der Umgegend von Agram in Croatien vorkommenden Pflanzen (Sobre las plantas nativas en áreas cerca de Agram)

- 1880. Versuch einer topographischen Flora der Provinz Westpreussen" (Ensayo sobre fitogeografía de Prusia occidental)[1]

- 1889. Ueber die bastarde bei farnen und moosen (Sobre híbridos de helechos y musgos)[2]

- 1893. Die leber- und laubmoose West- und Ostpreussens (Hepáticas y musgos de Prusia Occidental y Oriental.[3]
- La abreviatura «H.Klinggr.» se emplea para indicar a Hugo Erich Meyer von Klinggräff como autoridad en la descripción y clasificación científica de los vegetales.[4]